# Llista de topònims de Sant Fruitós de Bages
Llista de topònims (noms propis de lloc) del municipi de Sant Fruitós de Bages, al Bages
Informació actualitzada per un bot. Els canvis manuals es perdran quan s'actualitzi!

## barraca de vinya
| imatge | Nom                                            | Ubicat a              | instància de     | Detalls                       | coordenades | Protecció | Commons (més fotos)                            | Dades a WD                    |
| ------ | ---------------------------------------------- | --------------------- | ---------------- | ----------------------------- | --- | --------- | ---------------------------------------------- | ----------------------------- |
|        | barraca de vinya circular a la Vall dels Horts | Sant Fruitós de Bages | barraca de vinya | 19th century Estat: bon estat | 41° 45′ 48″ N, 1° 53′ 20″ E / 41.76332°N,1.88887°E ca:La Vall dels horts. 808272 Sant Fruitós de Bages)                        |           | Barraca de vinya circular a la Vall dels Horts | Modifica les dades a Wikidata |
|        | barraca de vinya del Coll de l'Om              | Sant Fruitós de Bages | barraca de vinya | 1902                          | 41° 45′ 49″ N, 1° 50′ 55″ E / 41.76373°N,1.84873°E ca:Claret. Camí de coll de l'Om. (08272 Sant Fruitós de Bages)              |           |                                                | Modifica les dades a Wikidata |
|        | barraca de vinya dels plans de Santa Anna      | Sant Fruitós de Bages | barraca de vinya | 19th century                  | 41° 46′ 42″ N, 1° 52′ 37″ E / 41.77837°N,1.87706°E ca:Claret. Pol. Industrial Pla de Santa Anna. (08272 Sant Fruitós de Bages) |           |                                                | Modifica les dades a Wikidata |

## casa
| imatge | Nom                                            | Ubicat a              | instància de | Detalls                                                       | coordenades | Protecció                                  | Commons (més fotos)                            | Dades a WD                    |
| ------ | ---------------------------------------------- | --------------------- | ------------ | ------------------------------------------------------------- | --- | ------------------------------------------ | ---------------------------------------------- | ----------------------------- |
|        | Cal Sala                                       | Sant Fruitós de Bages | casa         | Estil: modernisme català arquitectura modernista 20th century | 41° 45′ 07″ N, 1° 52′ 38″ E / 41.751946°N,1.877225°E ca:Sant Fruitós de Bages. Crta. De Vic, 109 (08272 Sant Fruitós de Bages) | bé integrant del patrimoni cultural català | Can Sala (Sant Fruitós de Bages)               | Modifica les dades a Wikidata |
|        | Torre dels Batlles                             | Sant Fruitós de Bages | casa         | Estil: arquitectura eclèctica                                 | 41° 45′ 16″ N, 1° 52′ 03″ E / 41.754534°N,1.867389°E                                                                           | bé integrant del patrimoni cultural català |                                                | Modifica les dades a Wikidata |
|        | habitatges de la Fàbrica del Pont de Cabrianes | Sant Fruitós de Bages | casa         | Estil: arquitectura modernista 19th century                   | 41° 46′ 16″ N, 1° 54′ 12″ E / 41.771111111111°N,1.9033333333333°E ca:El Pont de Cabrianes 257 msnm                             | bé integrant del patrimoni cultural català | Habitatges de la Fàbrica del Pont de Cabrianes | Modifica les dades a Wikidata |

## colònia tèxtil
| imatge | Nom                      | Ubicat a              | instància de   | Detalls                     | coordenades                                                   | Protecció                                  | Commons (més fotos)      | Dades a WD                    |
| ------ | ------------------------ | --------------------- | -------------- | --------------------------- | ------------------------------------------------------------- | ------------------------------------------ | ------------------------ | ----------------------------- |
|        | La Fàbrica del Pont Vell | Sant Fruitós de Bages | colònia tèxtil | Estil: arquitectura popular | 41° 45′ 12″ N, 1° 53′ 33″ E / 41.753417°N,1.892379°E 229 msnm | bé integrant del patrimoni cultural català | La Fàbrica del Pont Vell | Modifica les dades a Wikidata |
|        | La fàbrica de Sant Benet | Sant Fruitós de Bages | colònia tèxtil |                             | 41° 44′ 34″ N, 1° 54′ 05″ E / 41.7428111111°N,1.90139166667°E |                                            |                          | Modifica les dades a Wikidata |

## edifici
| imatge | Nom                                       | Ubicat a              | instància de     | Detalls                                                            | coordenades | Protecció                                  | Commons (més fotos)                 | Dades a WD                    |
| ------ | ----------------------------------------- | --------------------- | ---------------- | ------------------------------------------------------------------ | --- | ------------------------------------------ | ----------------------------------- | ----------------------------- |
|        | Campanar de la Casa de la Vila            | Sant Fruitós de Bages | edifici campanar | Estil: modernisme català 20th century Estat: enderrocat o destruït | 41° 45′ 02″ N, 1° 52′ 26″ E / 41.750645°N,1.874°E ca:Sant Fruitós de Bages. Crta. De Vic, 52 (08272 Sant Fruitós de Bages) | bé integrant del patrimoni cultural català |                                     | Modifica les dades a Wikidata |
|        | Caseta de Comandament del Canal           | Sant Fruitós de Bages | edifici          | Estil: arquitectura popular                                        | 41° 45′ 39″ N, 1° 54′ 07″ E / 41.760769°N,1.902018°E                                                                       | bé integrant del patrimoni cultural català |                                     | Modifica les dades a Wikidata |
|        | Llar d'Infants Sagrat Cor de Jesús        | Sant Fruitós de Bages | edifici          | Estil: historicisme arquitectònic                                  | 41° 45′ 03″ N, 1° 52′ 17″ E / 41.750754°N,1.871316°E                                                                       | bé integrant del patrimoni cultural català |                                     | Modifica les dades a Wikidata |
|        | Pavelló d'esplai de Sant Fruitós de Bages | Sant Fruitós de Bages | edifici          | Estil: modernisme català arquitectura modernista                   | 41° 44′ 55″ N, 1° 51′ 59″ E / 41.748579°N,1.866293°E Can Sala                                                              | bé integrant del patrimoni cultural català |                                     | Modifica les dades a Wikidata |
|        | fàbrica de farines La Victòria            | Sant Fruitós de Bages | edifici          | Estil: arquitectura modernista 20th century                        | 41° 45′ 28″ N, 1° 53′ 44″ E / 41.757862°N,1.895634°E ca:Carretera de Vic, 26, Torruella de Baix 232 msnm                   | bé cultural d'interès local                | Fàbrica de farines La Victòria      | Modifica les dades a Wikidata |
|        | la Màquina de Batre                       | Sant Fruitós de Bages | edifici          | Estil: arquitectura popular                                        | 41° 45′ 05″ N, 1° 52′ 39″ E / 41.751381°N,1.87744°E                                                                        | bé cultural d'interès local                | Cobert agrícola la Màquina de Batre | Modifica les dades a Wikidata |

## entitat singular de població
| imatge | Nom                         | Ubicat a              | instància de                                   | Detalls  | coordenades                                                                  | Protecció | Commons (més fotos)                 | Dades a WD                    |
| ------ | --------------------------- | --------------------- | ---------------------------------------------- | -------- | ---------------------------------------------------------------------------- | --------- | ----------------------------------- | ----------------------------- |
|        | Sant Benet de Bages         | Sant Fruitós de Bages | entitat singular de població                   | 10 hab   | 41° 44′ 34″ N, 1° 54′ 03″ E / 41.74272752°N,1.90085523°E 224 msnm            |           |                                     | Modifica les dades a Wikidata |
|        | Sant Fruitós de Bages       | Sant Fruitós de Bages | entitat singular de població capital municipal | 6479 hab | 41° 45′ 04″ N, 1° 52′ 29″ E / 41.75115751°N,1.87473108°E 262 msnm            |           |                                     | Modifica les dades a Wikidata |
|        | Sant Iscle i Santa Victòria | Sant Fruitós de Bages | entitat singular de població                   | 7 hab    | 41° 45′ 30″ N, 1° 50′ 39″ E / 41.75838286°N,1.84405086°E 295 msnm            |           |                                     | Modifica les dades a Wikidata |
|        | Torroella de Baix           | Sant Fruitós de Bages | entitat singular de població                   | 428 hab  | 41° 45′ 34″ N, 1° 53′ 43″ E / 41.7593375544711°N,1.89526626927519°E 237 msnm |           | Torroella de Baix                   | Modifica les dades a Wikidata |
|        | el Pont de Cabrianes        | Sant Fruitós de Bages | entitat singular de població                   | 3 hab    | 41° 46′ 16″ N, 1° 54′ 12″ E / 41.771014°N,1.903411°E 256 msnm                |           | El Pont de Cabrianes                | Modifica les dades a Wikidata |
|        | la Pineda de Bages          | Sant Fruitós de Bages | entitat singular de població                   | 1019 hab | 41° 45′ 35″ N, 1° 49′ 54″ E / 41.759623°N,1.831782°E 308 msnm                |           | La Pineda de Bages                  | Modifica les dades a Wikidata |
|        | la Rosaleda                 | Sant Fruitós de Bages | entitat singular de població                   | 521 hab  | 41° 44′ 42″ N, 1° 51′ 38″ E / 41.74486667°N,1.86063611°E 260 msnm            |           | La Rosaleda (Sant Fruitós de Bages) | Modifica les dades a Wikidata |
|        | les Brucardes               | Sant Fruitós de Bages | entitat singular de població                   | 758 hab  | 41° 44′ 37″ N, 1° 53′ 04″ E / 41.74371389°N,1.88445556°E 300 msnm            |           | Les Brucardes                       | Modifica les dades a Wikidata |

## església
| imatge | Nom                                  | Ubicat a              | instància de                | Detalls                                                                 | coordenades | Protecció                                            | Commons (més fotos)                  | Dades a WD                    |
| ------ | ------------------------------------ | --------------------- | --------------------------- | ----------------------------------------------------------------------- | --- | ---------------------------------------------------- | ------------------------------------ | ----------------------------- |
|        | Sant Benet de Bages                  | Sant Fruitós de Bages | església abadia benedictina | Estil: arquitectura romànica 10th century                               | 41° 44′ 34″ N, 1° 53′ 57″ E / 41.742638888889°N,1.89925°E                                                                      | bé d'interès cultural bé cultural d'interès nacional | Monestir de Sant Benet de Bages      | Modifica les dades a Wikidata |
|        | Sant Genís de la Vall dels Horts     | Sant Fruitós de Bages | església                    | Estil: arquitectura romànica                                            | 41° 45′ 45″ N, 1° 53′ 11″ E / 41.762591°N,1.886375°E                                                                           | bé integrant del patrimoni cultural català           |                                      | Modifica les dades a Wikidata |
|        | Sant Iscle i Santa Victòria de Bages | Sant Fruitós de Bages | església                    | Estil: arquitectura romànica                                            | 41° 45′ 31″ N, 1° 50′ 38″ E / 41.758489°N,1.843971°E ca:Sant Iscle de Bages. Mas Sant Iscle, s/n (08272 Sant Fruitós de Bages) | bé cultural d'interès local                          | Sant Iscle i Santa Victòria de Bages | Modifica les dades a Wikidata |
|        | Sant Jaume d'Olzinelles              | Sant Fruitós de Bages | església                    | 12nd century                                                            | 41° 46′ 27″ N, 1° 53′ 49″ E / 41.774028°N,1.896889°E ca:Olzinelles. Mas Olzinelles s/n (08272 Sant Fruitós de Bages)           | bé cultural d'interès local                          | Sant Jaume d'Olzinelles              | Modifica les dades a Wikidata |
|        | Sant Jaume del Pont de Cabrianes     | Sant Fruitós de Bages | església                    | Estil: historicisme arquitectònic 19th century                          | 41° 46′ 19″ N, 1° 54′ 11″ E / 41.77184°N,1.903143°E ca:el Pont de Cabrianes 259 msnm                                           | bé integrant del patrimoni cultural català           | Sant Jaume del Pont de Cabrianes     | Modifica les dades a Wikidata |
|        | Sant Sebastià de les Brucardes       | Sant Fruitós de Bages | església                    | Estil: arquitectura popular                                             | 41° 44′ 20″ N, 1° 53′ 02″ E / 41.7389°N,1.88379°E ca:Montpeità.Mas les Brucardes s/n (08272 Sant Fruitós de Bages)             | bé integrant del patrimoni cultural català           | Sant Sebastià de les Brucardes       | Modifica les dades a Wikidata |
|        | Sant Valentí de les Brucardes        | Sant Fruitós de Bages | església ermita             | Estil: arquitectura gòtica                                              | 41° 44′ 48″ N, 1° 53′ 03″ E / 41.74675°N,1.88405556°E                                                                          | bé cultural d'interès local                          | Sant Valentí de les Brucardes        | Modifica les dades a Wikidata |
|        | capella de Sant Isidre               | Sant Fruitós de Bages | església                    | Estil: arquitectura popular                                             | 41° 45′ 10″ N, 1° 51′ 34″ E / 41.7526638889°N,1.85954166667°E 279 msnm                                                         | bé cultural d'interès local                          |                                      | Modifica les dades a Wikidata |
|        | església de Sant Fruitós de Bages    | Sant Fruitós de Bages | església                    | Estil: barroc 12nd century Dedicat a: església de Sant Fruitós de Bages | 41° 45′ 05″ N, 1° 52′ 12″ E / 41.751515°N,1.869992°E ca:Pl. de l'Església 249 msnm                                             | bé cultural d'interès local                          | Església de Sant Fruitós de Bages    | Modifica les dades a Wikidata |

## fita
| imatge | Nom                          | Ubicat a              | instància de | Detalls      | coordenades | Protecció | Commons (més fotos) | Dades a WD                    |
| ------ | ---------------------------- | --------------------- | ------------ | ------------ | --- | --------- | ------------------- | ----------------------------- |
|        | Fita de terme de Claret nº 1 | Sant Fruitós de Bages | fita         |              | 41° 46′ 36″ N, 1° 51′ 39″ E / 41.77662°N,1.86081°E ca:Claret. Església de Santa Anna i Santa Maria Claret. (08272 Sant Fruitós de Bages) |           |                     | Modifica les dades a Wikidata |
|        | Fita de terme de Claret nº 2 | Sant Fruitós de Bages | fita         |              | 41° 46′ 23″ N, 1° 51′ 37″ E / 41.77299°N,1.86028°E ca:Claret. Mas les Feixes s/n (08272 Sant Fruitós de Bages)                           |           |                     | Modifica les dades a Wikidata |
|        | Fita de terme de Claret nº 3 | Sant Fruitós de Bages | fita         | 20th century | 41° 46′ 40″ N, 1° 51′ 41″ E / 41.77787°N,1.86138°E ca:Claret                                                                             |           |                     | Modifica les dades a Wikidata |
|        | Fita de terme de Claret nº 4 | Sant Fruitós de Bages | fita         | 20th century | 41° 46′ 04″ N, 1° 50′ 56″ E / 41.76766°N,1.84882°E ca:Claret. Partida de les Aubes                                                       |           |                     | Modifica les dades a Wikidata |
|        | Fita de terme de Claret nº 7 | Sant Fruitós de Bages | fita         |              | 41° 46′ 53″ N, 1° 51′ 49″ E / 41.78142°N,1.86364°E ca:Claret. Granja Bonvehí s/n (08272 Sant Fruitós de Bages)                           |           |                     | Modifica les dades a Wikidata |
|        | Fita de terme de Claret nº 8 | Sant Fruitós de Bages | fita         | 17th century | 41° 47′ 02″ N, 1° 51′ 56″ E / 41.78394°N,1.86559°E ca:Claret. Partida de 'Els Totxos'                                                    |           |                     | Modifica les dades a Wikidata |
|        | Fita de terme de Claret nº6  | Sant Fruitós de Bages | fita         |              | 41° 46′ 49″ N, 1° 51′ 45″ E / 41.78025°N,1.86242°E ca:Claret. Granja Bonvehí s/n (08272 Sant Fruitós de Bages)                           |           |                     | Modifica les dades a Wikidata |

## granja
| imatge | Nom                    | Ubicat a              | instància de | Detalls | coordenades                                                                  | Protecció | Commons (més fotos) | Dades a WD                    |
| ------ | ---------------------- | --------------------- | ------------ | ------- | ---------------------------------------------------------------------------- | --------- | ------------------- | ----------------------------- |
|        | Granges Estrada        | Sant Fruitós de Bages | granja       |         | 41° 45′ 30″ N, 1° 53′ 14″ E / 41.7583862641671°N,1.88722311027953°E          |           |                     | Modifica les dades a Wikidata |
|        | Granges de Sant Isidre | Sant Fruitós de Bages | granja       |         | 41° 45′ 29″ N, 1° 51′ 37″ E / 41.7580138547675°N,1.86026054774266°E          |           |                     | Modifica les dades a Wikidata |
|        | Granja Altimires       | Sant Fruitós de Bages | granja       |         | 41° 45′ 24″ N, 1° 52′ 48″ E / 41.7567224322693°N,1.88005866021363°E 265 msnm |           | Granja Altimires    | Modifica les dades a Wikidata |
|        | Granja Calsina         | Sant Fruitós de Bages | granja       |         | 41° 45′ 29″ N, 1° 53′ 01″ E / 41.7580545503037°N,1.88366825618175°E          |           |                     | Modifica les dades a Wikidata |
|        | Granja Serrat          | Sant Fruitós de Bages | granja       |         | 41° 45′ 30″ N, 1° 52′ 52″ E / 41.7582555822205°N,1.88118678970279°E          |           |                     | Modifica les dades a Wikidata |
|        | Granja del Moles       | Sant Fruitós de Bages | granja       |         | 41° 43′ 59″ N, 1° 51′ 57″ E / 41.7329659698008°N,1.86574168550467°E          |           |                     | Modifica les dades a Wikidata |

## masia
| imatge | Nom                             | Ubicat a              | instància de | Detalls                                                                    | coordenades | Protecció                                  | Commons (més fotos)                | Dades a WD                    |
| ------ | ------------------------------- | --------------------- | ------------ | -------------------------------------------------------------------------- | --- | ------------------------------------------ | ---------------------------------- | ----------------------------- |
|        | Ca la Mercè                     | Sant Fruitós de Bages | masia        |                                                                            | 41° 45′ 39″ N, 1° 53′ 57″ E / 41.760770679403°N,1.89912722034253°E                                                                                              |                                            |                                    | Modifica les dades a Wikidata |
|        | Cal Camps                       | Sant Fruitós de Bages | masia        |                                                                            | 41° 44′ 59″ N, 1° 50′ 53″ E / 41.7497313105099°N,1.84799476842384°E                                                                                             |                                            |                                    | Modifica les dades a Wikidata |
|        | Cal Cangeta                     | Sant Fruitós de Bages | masia        |                                                                            | 41° 44′ 53″ N, 1° 52′ 44″ E / 41.7481353983939°N,1.87877670161713°E                                                                                             |                                            |                                    | Modifica les dades a Wikidata |
|        | Cal Cots                        | Sant Fruitós de Bages | masia        |                                                                            | 41° 44′ 57″ N, 1° 50′ 54″ E / 41.7491399788995°N,1.84830602472715°E 285 msnm                                                                                    |                                            |                                    | Modifica les dades a Wikidata |
|        | Cal Gras                        | Sant Fruitós de Bages | masia        |                                                                            | 41° 46′ 10″ N, 1° 54′ 12″ E / 41.769340647849°N,1.90336002504376°E                                                                                              |                                            |                                    | Modifica les dades a Wikidata |
|        | Cal Manco                       | Sant Fruitós de Bages | masia        |                                                                            | 41° 45′ 11″ N, 1° 52′ 58″ E / 41.7530468843015°N,1.88275670830377°E                                                                                             |                                            |                                    | Modifica les dades a Wikidata |
|        | Cal Marquet                     | Sant Fruitós de Bages | masia        |                                                                            | 41° 44′ 54″ N, 1° 52′ 08″ E / 41.7483080736221°N,1.86882722075503°E                                                                                             |                                            |                                    | Modifica les dades a Wikidata |
|        | Cal Mion                        | Sant Fruitós de Bages | masia        |                                                                            | 41° 45′ 08″ N, 1° 50′ 30″ E / 41.7522356518723°N,1.84176764692077°E                                                                                             |                                            |                                    | Modifica les dades a Wikidata |
|        | Cal Pasquina                    | Sant Fruitós de Bages | masia        |                                                                            | 41° 45′ 13″ N, 1° 50′ 24″ E / 41.7536946700379°N,1.83997327359017°E                                                                                             |                                            |                                    | Modifica les dades a Wikidata |
|        | Cal Peret                       | Sant Fruitós de Bages | masia        |                                                                            | 41° 44′ 36″ N, 1° 51′ 25″ E / 41.7434167312707°N,1.8569349302831°E                                                                                              |                                            |                                    | Modifica les dades a Wikidata |
|        | Cal Perramon                    | Sant Fruitós de Bages | masia        |                                                                            | 41° 45′ 31″ N, 1° 50′ 36″ E / 41.7586639618663°N,1.84330003973698°E                                                                                             |                                            |                                    | Modifica les dades a Wikidata |
|        | Cal Punxó                       | Sant Fruitós de Bages | masia        | 20th century                                                               | 41° 44′ 48″ N, 1° 51′ 53″ E / 41.7467638615873°N,1.86476518926467°E ca:Sant Fruitós de Bages. Cal Punxó, s/n crta. N-141-c km 4,3 (08272 Sant Fruitós de Bages) |                                            |                                    | Modifica les dades a Wikidata |
|        | Cal Serreta                     | Sant Fruitós de Bages | masia        |                                                                            | 41° 45′ 14″ N, 1° 50′ 26″ E / 41.7538810868609°N,1.84059538314212°E                                                                                             |                                            |                                    | Modifica les dades a Wikidata |
|        | Cal Solà del Pont               | Sant Fruitós de Bages | masia        |                                                                            | 41° 45′ 16″ N, 1° 53′ 31″ E / 41.7544333363707°N,1.89199447471602°E                                                                                             |                                            |                                    | Modifica les dades a Wikidata |
|        | Cal Traper                      | Sant Fruitós de Bages | masia        |                                                                            | 41° 45′ 11″ N, 1° 52′ 12″ E / 41.7531557557392°N,1.86994491043077°E                                                                                             |                                            |                                    | Modifica les dades a Wikidata |
|        | Can Bon Temps                   | Sant Fruitós de Bages | masia        |                                                                            | 41° 44′ 39″ N, 1° 52′ 50″ E / 41.7441976495994°N,1.88044473182713°E                                                                                             |                                            |                                    | Modifica les dades a Wikidata |
|        | Can Sala                        | Sant Fruitós de Bages | masia        |                                                                            | 41° 44′ 59″ N, 1° 52′ 10″ E / 41.749592°N,1.869485°E | bé integrant del patrimoni cultural català |                                    | Modifica les dades a Wikidata |
|        | Can Vilanova                    | Sant Fruitós de Bages | masia        |                                                                            | 41° 45′ 30″ N, 1° 50′ 38″ E / 41.7582006547197°N,1.84380154974555°E                                                                                             |                                            |                                    | Modifica les dades a Wikidata |
|        | Casa Nova del Pont              | Sant Fruitós de Bages | masia        |                                                                            | 41° 45′ 19″ N, 1° 53′ 34″ E / 41.7553328679559°N,1.89280896838437°E                                                                                             |                                            |                                    | Modifica les dades a Wikidata |
|        | Casa Tripiana                   | Sant Fruitós de Bages | masia        |                                                                            | 41° 44′ 35″ N, 1° 52′ 20″ E / 41.743052°N,1.872091°E 240 msnm                                                                                                   |                                            | Casa Tripiana                      | Modifica les dades a Wikidata |
|        | Casagemes                       | Sant Fruitós de Bages | masia        | Estil: arquitectura popular 18th century                                   | 41° 46′ 37″ N, 1° 51′ 40″ E / 41.7769°N,1.86113°E Claret 311.2 msnm                                                                                             | bé integrant del patrimoni cultural català | Casagemes (Claret)                 | Modifica les dades a Wikidata |
|        | Cordelles                       | Sant Fruitós de Bages | masia        |                                                                            | 41° 44′ 49″ N, 1° 52′ 04″ E / 41.7468214910606°N,1.86786711323649°E                                                                                             |                                            |                                    | Modifica les dades a Wikidata |
|        | Hostal de l'Arpa                | Sant Fruitós de Bages | masia        |                                                                            | 41° 45′ 11″ N, 1° 50′ 27″ E / 41.7531181925258°N,1.84086170289864°E                                                                                             |                                            |                                    | Modifica les dades a Wikidata |
|        | Mas Can Graells                 | Sant Fruitós de Bages | masia        | 20th century                                                               | 41° 45′ 32″ N, 1° 50′ 39″ E / 41.758823°N,1.844122°E ca:Sant Iscle de Bages. Mas Can Graells, s/n (08272 Sant Fruitós de Bages)                                 | bé cultural d'interès local                |                                    | Modifica les dades a Wikidata |
|        | Mas Sant Iscle                  | Sant Fruitós de Bages | masia        |                                                                            | 41° 45′ 30″ N, 1° 50′ 38″ E / 41.75836°N,1.84389°E ca:Sant Iscle de Bages.Mas Sant Iscle s/n (08272 Sant Fruitós de Bages)                                      |                                            |                                    | Modifica les dades a Wikidata |
|        | Mas ca l'Iglésies               | Sant Fruitós de Bages | masia        |                                                                            | 41° 45′ 31″ N, 1° 50′ 37″ E / 41.7586°N,1.84367°E ca:Sant Iscle de Bages. Mas Ca l'Iglésies s/n (08272 Sant Fruitós de Bages)                                   |                                            |                                    | Modifica les dades a Wikidata |
|        | Mas d'en Comes                  | Sant Fruitós de Bages | masia        |                                                                            | 41° 45′ 14″ N, 1° 53′ 05″ E / 41.7540196799475°N,1.88461624347829°E                                                                                             |                                            |                                    | Modifica les dades a Wikidata |
|        | Mas de Torroella de Dalt        | Sant Fruitós de Bages | masia        |                                                                            | 41° 45′ 46″ N, 1° 53′ 42″ E / 41.7627°N,1.89497°E |                                            |                                    | Modifica les dades a Wikidata |
|        | Mas de l'Aguiló                 | Sant Fruitós de Bages | masia        |                                                                            | 41° 45′ 13″ N, 1° 50′ 34″ E / 41.7537°N,1.84291°E |                                            |                                    | Modifica les dades a Wikidata |
|        | Mas de les Brucardes            | Sant Fruitós de Bages | masia        | Estil: arquitectura popular                                                | 41° 44′ 23″ N, 1° 53′ 06″ E / 41.7396°N,1.884872°E | bé integrant del patrimoni cultural català |                                    | Modifica les dades a Wikidata |
|        | Mas de les Oliveres             | Sant Fruitós de Bages | masia        | Estil: arquitectura barroca arquitectura popular 13rd century              | 41° 45′ 59″ N, 1° 53′ 04″ E / 41.766445°N,1.884371°E ca:Ctra. Manresa-Berga, km 35, camí 275 msnm                                                               | bé cultural d'interès local                | Mas de les Oliveres                | Modifica les dades a Wikidata |
|        | Mas del Reguer                  | Sant Fruitós de Bages | masia        |                                                                            | 41° 45′ 39″ N, 1° 51′ 11″ E / 41.7608234740328°N,1.85296906334034°E                                                                                             |                                            |                                    | Modifica les dades a Wikidata |
|        | Mas les Feixes de Claret        | Sant Fruitós de Bages | masia        |                                                                            | 41° 46′ 28″ N, 1° 51′ 40″ E / 41.77446°N,1.86114°E ca:Claret. Mas Les Feixes s/n (08272 Sant Fruitós de Bages)                                                  |                                            |                                    | Modifica les dades a Wikidata |
|        | Masia d'Olzinelles              | Sant Fruitós de Bages | masia        | Estil: arquitectura gòtica arquitectura popular 13rd century Estat: ruïnós | 41° 46′ 26″ N, 1° 53′ 48″ E / 41.774004°N,1.896741°E ca:Ctra Pont de Cabrianes - Santpedor, km 1 camí esquerra, a 20 km                                         | bé integrant del patrimoni cultural català | Olzinelles (Sant Fruitós de Bages) | Modifica les dades a Wikidata |
|        | Torre del Pujol Muntalà         | Sant Fruitós de Bages | masia        |                                                                            | 41° 45′ 25″ N, 1° 51′ 59″ E / 41.7569664182369°N,1.86636564977768°E                                                                                             |                                            |                                    | Modifica les dades a Wikidata |
|        | casa Gran del Pont de Cabrianes | Sant Fruitós de Bages | masia        | Estil: arquitectura barroca arquitectura popular 18th century              | 41° 46′ 20″ N, 1° 54′ 13″ E / 41.772161°N,1.903679°E ca:el Pont de Cabrianes 259 msnm                                                                           | bé integrant del patrimoni cultural català | Casa Gran del Pont de Cabrianes    | Modifica les dades a Wikidata |
|        | el Graner                       | Sant Fruitós de Bages | masia        |                                                                            | 41° 45′ 25″ N, 1° 53′ 21″ E / 41.756890941408°N,1.88906529085166°E                                                                                              |                                            |                                    | Modifica les dades a Wikidata |
|        | el Soler                        | Sant Fruitós de Bages | masia        |                                                                            | 41° 45′ 14″ N, 1° 50′ 33″ E / 41.7538366045838°N,1.84243649752591°E                                                                                             |                                            |                                    | Modifica les dades a Wikidata |
|        | el Timonar                      | Sant Fruitós de Bages | masia        |                                                                            | 41° 44′ 55″ N, 1° 52′ 10″ E / 41.7486937530875°N,1.86957816613428°E                                                                                             |                                            |                                    | Modifica les dades a Wikidata |
|        | els Casals                      | Sant Fruitós de Bages | masia        |                                                                            | 41° 45′ 56″ N, 1° 53′ 23″ E / 41.7654442258328°N,1.88966362040193°E 276 msnm                                                                                    |                                            | Els Casals (Sant Fruitós de Bages) | Modifica les dades a Wikidata |
|        | l'Otzet                         | Sant Fruitós de Bages | masia        |                                                                            | 41° 45′ 07″ N, 1° 51′ 33″ E / 41.7518779789203°N,1.85913024073704°E                                                                                             |                                            |                                    | Modifica les dades a Wikidata |
|        | la Casa Blanca                  | Sant Fruitós de Bages | masia        |                                                                            | 41° 45′ 39″ N, 1° 50′ 25″ E / 41.7607953820374°N,1.84030250318439°E                                                                                             |                                            |                                    | Modifica les dades a Wikidata |
|        | la Casa Murallada               | Sant Fruitós de Bages | masia        |                                                                            | 41° 44′ 53″ N, 1° 50′ 56″ E / 41.7479396636998°N,1.84896491647576°E                                                                                             |                                            |                                    | Modifica les dades a Wikidata |
|        | la Casanova                     | Sant Fruitós de Bages | masia        |                                                                            | 41° 44′ 50″ N, 1° 51′ 46″ E / 41.7471954558397°N,1.86286935159024°E                                                                                             |                                            |                                    | Modifica les dades a Wikidata |
|        | la Sala de Camprubí             | Sant Fruitós de Bages | masia        |                                                                            | 41° 45′ 24″ N, 1° 50′ 05″ E / 41.7567132292733°N,1.83475858669842°E                                                                                             |                                            |                                    | Modifica les dades a Wikidata |
|        | la Torre del Pont de Cabrianes  | Sant Fruitós de Bages | masia        |                                                                            | 41° 45′ 57″ N, 1° 54′ 09″ E / 41.7658739669796°N,1.90251678215471°E                                                                                             |                                            |                                    | Modifica les dades a Wikidata |

## polígon industrial
| imatge | Nom                                        | Ubicat a              | instància de       | Detalls | coordenades                                                         | Protecció | Commons (més fotos) | Dades a WD                    |
| ------ | ------------------------------------------ | --------------------- | ------------------ | ------- | ------------------------------------------------------------------- | --------- | ------------------- | ----------------------------- |
|        | Polígon industrial Carretera de Berga      | Sant Fruitós de Bages | polígon industrial |         | 41° 46′ 23″ N, 1° 52′ 40″ E / 41.7730106227695°N,1.87768180438381°E |           |                     | Modifica les dades a Wikidata |
|        | Polígon industrial El Grau                 | Sant Fruitós de Bages | polígon industrial |         | 41° 44′ 30″ N, 1° 51′ 30″ E / 41.7417837079542°N,1.85846713959066°E |           |                     | Modifica les dades a Wikidata |
|        | Polígon industrial La Bòbila               | Sant Fruitós de Bages | polígon industrial |         | 41° 45′ 20″ N, 1° 52′ 13″ E / 41.7556351691629°N,1.87020212724229°E |           |                     | Modifica les dades a Wikidata |
|        | Polígon industrial La Serreta              | Sant Fruitós de Bages | polígon industrial |         | 41° 45′ 57″ N, 1° 52′ 36″ E / 41.7657243490147°N,1.87678622392807°E |           |                     | Modifica les dades a Wikidata |
|        | Polígon industrial Pla de Santa Anna       | Sant Fruitós de Bages | polígon industrial |         | 41° 46′ 43″ N, 1° 52′ 02″ E / 41.7786719732695°N,1.86718670610554°E |           |                     | Modifica les dades a Wikidata |
|        | Polígon industrial Riu d'Or-Casanova       | Sant Fruitós de Bages | polígon industrial |         | 41° 44′ 55″ N, 1° 51′ 52″ E / 41.7485632556389°N,1.86456510403058°E |           |                     | Modifica les dades a Wikidata |
|        | Polígon industrial Sant Isidre             | Sant Fruitós de Bages | polígon industrial |         | 41° 45′ 12″ N, 1° 51′ 38″ E / 41.7532690326361°N,1.86044072422456°E |           |                     | Modifica les dades a Wikidata |
|        | Polígon industrial de la Carretera d'Artés | Sant Fruitós de Bages | polígon industrial |         | 41° 45′ 50″ N, 1° 54′ 05″ E / 41.7637819961547°N,1.90132536739535°E |           |                     | Modifica les dades a Wikidata |
|        | Polígon industrial del Llobregat           | Sant Fruitós de Bages | polígon industrial |         | 41° 45′ 34″ N, 1° 53′ 57″ E / 41.7595815074408°N,1.8990994296738°E  |           |                     | Modifica les dades a Wikidata |

## pont
| imatge | Nom                    | Ubicat a                                | instància de | Detalls                                                                                                  | coordenades | Protecció                                  | Commons (més fotos)         | Dades a WD                    |
| ------ | ---------------------- | --------------------------------------- | ------------ | --- | --- | ------------------------------------------ | --------------------------- | ----------------------------- |
|        | Pont Gran              | Sant Fruitós de Bages Navarcles         | pont         | 1864 Travessa: Llobregat                                                                                 | 41° 45′ 37″ N, 1° 54′ 04″ E / 41.7601954389506°N,1.90113393521719°E ca:Carretera N-141c, de Manresa a Vic. Km. 8               |                                            |                             | Modifica les dades a Wikidata |
|        | Pont Nou de Cabrianes  | Sant Fruitós de Bages Navarcles         | pont         | 1940s Travessa: Llobregat Llum: 31m                                                                      | 41° 46′ 20″ N, 1° 54′ 16″ E / 41.772115842496994°N,1.9045454263687136°E                                                        |                                            |                             | Modifica les dades a Wikidata |
|        | Pont Vell de Navarcles | Navarcles Sant Fruitós de Bages         | pont         | Estil: arquitectura popular 1806 17th century Travessa: Llobregat Estat: malmès bon estat Llarg: 121.75m | 41° 45′ 14″ N, 1° 53′ 37″ E / 41.7539°N,1.89354°E ca:Afores del nucli urbà, sector oest.                                       | bé cultural d'interès local                | Pont Vell de Navarcles      | Modifica les dades a Wikidata |
|        | Pont de Cabrianes      | Sallent Sant Fruitós de Bages Navarcles | pont         | Estil: arquitectura gòtica 16th century Travessa: Llobregat Estat: parcialment destruït Llum: 17m        | 41° 46′ 21″ N, 1° 54′ 15″ E / 41.7724°N,1.904216°E ca:Cabrianes                                                                | bé integrant del patrimoni cultural català | Pont de Cabrianes (Sallent) | Modifica les dades a Wikidata |
|        | Pont de les Bonegues   | Sant Fruitós de Bages                   | pont         | Hi passa: sèquia de Manresa                                                                              | 41° 46′ 42″ N, 1° 52′ 12″ E / 41.778331195645°N,1.87008057256264°E                                                             |                                            |                             | Modifica les dades a Wikidata |
|        | Pont de les Generes    | Sant Fruitós de Bages                   | pont         | Travessa: Llobregat                                                                                      | 41° 44′ 19″ N, 1° 53′ 38″ E / 41.7385196155762°N,1.8940117648235°E                                                             |                                            |                             | Modifica les dades a Wikidata |
|        | Pont del Riu d'Or      | Sant Fruitós de Bages                   | pont         | | 41° 44′ 57″ N, 1° 52′ 14″ E / 41.74913°N,1.87056°E ca:Sant Fruitós de Bages. Crta. N-141-c km. 5 (08272 Sant Fruitós de Bages) |                                            |                             | Modifica les dades a Wikidata |

## Misc
| imatge | Nom                                        | Ubicat a                                                                          | instància de                                       | Detalls                                                        | coordenades | Protecció                                            | Commons (més fotos)                         | Dades a WD                    |
| ------ | ------------------------------------------ | --------------------------------------------------------------------------------- | -------------------------------------------------- | -------------------------------------------------------------- | --- | ---------------------------------------------------- | ------------------------------------------- | ----------------------------- |
|        | Aeròdrom Barcelona-Bages                   | Sant Fruitós de Bages                                                             | aeroport aeròdrom Ús: esports aeris paracaigudisme | Superfície: 13.71ha Anomenat per: Bages província de Barcelona | 41° 45′ 55″ N, 1° 51′ 45″ E / 41.76527778°N,1.8625°E 276 906 msnm                                                    |                                                      | Manresa aerodrome                           | Modifica les dades a Wikidata |
|        | B-451                                      | Sant Fruitós de Bages                                                             | carretera                                          |                                                                | 41° 45′ 35″ N, 1° 53′ 55″ E / 41.7598°N,1.89851°E                                                                    |                                                      |                                             | Modifica les dades a Wikidata |
|        | Carrer Padró                               | Sant Fruitós de Bages                                                             | carrer                                             |                                                                | 41° 45′ 04″ N, 1° 52′ 20″ E / 41.751095°N,1.872164°E ca:Sant Fruitós de Bages c/Padró. (08272 Sant Fruitós de Bages) | bé integrant del patrimoni cultural català           | Carrer Padró (Sant Fruitós de Bages)        | Modifica les dades a Wikidata |
|        | Claustre de Sant Benet de Bages            | Sant Fruitós de Bages                                                             | claustre                                           |                                                                | 41° 44′ 33″ N, 1° 53′ 49″ E / 41.7426352°N,1.8970685°E Sant Benet de Bages                                           |                                                      | Claustre de Sant Benet de Bages             | Modifica les dades a Wikidata |
|        | El Sant Martí 2011                         | Sant Fruitós de Bages                                                             | vèrtex geodèsic                                    | Alt: 0.2m                                                      | 41° 45′ 23″ N, 1° 52′ 40″ E / 41.756518°N,1.877882°E 309.6961 msnm                                                   |                                                      |                                             | Modifica les dades a Wikidata |
|        | Llobregat                                  | Catalunya província de Barcelona Catalunya Central Àmbit Metropolità de Barcelona | riu                                                | Desemboca: mar Mediterrània Llarg: 175km Conca: 4948.3km²      | 42° 16′ 57″ N, 2° 00′ 46″ E / 42.282412°N,2.012826°E 41° 18′ 08″ N, 2° 07′ 55″ E / 41.302248°N,2.131948°E            |                                                      | Llobregat                                   | Modifica les dades a Wikidata |
|        | Molins de vent de la Torre del Batlles     | Sant Fruitós de Bages                                                             | molí de vent                                       | Estil: arquitectura modernista arquitectura popular            | 41° 45′ 19″ N, 1° 52′ 07″ E / 41.755149°N,1.868581°E                                                                 | bé integrant del patrimoni cultural català           |                                             | Modifica les dades a Wikidata |
|        | Món Sant Benet                             | Sant Fruitós de Bages                                                             | organització                                       | 2007                                                           | |                                                      | Món Sant Benet                              | Modifica les dades a Wikidata |
|        | Plans de Claret                            | Sant Fruitós de Bages                                                             | indret                                             |                                                                | 41° 46′ 10″ N, 1° 52′ 01″ E / 41.76952°N,1.86708°E ca:Claret. (08272 Sant Fruitós de Bages)                          |                                                      |                                             | Modifica les dades a Wikidata |
|        | Sant Iscle de Bages                        | Sant Fruitós de Bages                                                             | nucli de població                                  |                                                                | 41° 45′ 30″ N, 1° 50′ 37″ E / 41.75842778°N,1.84353611°E ca:Sant Iscle de Bages (08272 Sant Fritós de Bages)         |                                                      | Sant Iscle de Bages                         | Modifica les dades a Wikidata |
|        | Torre de Sant Martí                        | Sant Fruitós de Bages                                                             | torre de telegrafia òptica                         |                                                                | 41° 45′ 23″ N, 1° 52′ 40″ E / 41.756391°N,1.877707°E                                                                 | bé d'interès cultural bé cultural d'interès nacional | Torre de Sant Martí (Sant Fruitós de Bages) | Modifica les dades a Wikidata |
|        | casa consistorial de Sant Fruitós de Bages | Sant Fruitós de Bages                                                             | casa consistorial                                  |                                                                | 41° 45′ 03″ N, 1° 52′ 24″ E / 41.7507394°N,1.8734017°E                                                               |                                                      |                                             | Modifica les dades a Wikidata |
|        | caseta de la Mina                          | Sant Fruitós de Bages                                                             | cabana                                             |                                                                | 41° 43′ 49″ N, 1° 52′ 37″ E / 41.730347415648°N,1.87699395972889°E                                                   |                                                      |                                             | Modifica les dades a Wikidata |
|        | font de la carretera de Vic                | Sant Fruitós de Bages                                                             | font                                               | Estil: noucentisme 20th century                                | 41° 45′ 02″ N, 1° 52′ 23″ E / 41.750611°N,1.87293°E ca:Ctra. de Vic, 70, a l'alçada del c. Sant Benet 262 msnm       | bé integrant del patrimoni cultural català           | Font de la carretera de Vic                 | Modifica les dades a Wikidata |
|        | la Torre de Santmartí                      | Sant Fruitós de Bages                                                             | muntanya                                           |                                                                | 41° 45′ 22″ N, 1° 52′ 40″ E / 41.75620278°N,1.87775°E 310.1 msnm                                                     |                                                      | La Torre del Santmartí                      | Modifica les dades a Wikidata |
|        | sèquia de Manresa                          | Manresa Balsareny                                                                 | séquia                                             | Estil: arquitectura popular 1383                               | 41° 43′ 26″ N, 1° 49′ 36″ E / 41.724003°N,1.826797°E ca:Claret                                                       |                                                      | Sèquia de Manresa                           | Modifica les dades a Wikidata |